# Орхан-челеби
Шехзаде Орха́н Челеби́ (тур. Orhan Çelebi; ум. 1453) — претендент на османский трон, участник последней обороны Константинополя.

## Биография
Орхан — внук османского султана Сулеймана Челеби, правившего в европейской части империи и погибшего в борьбе за власть. Сын Сулеймана Орхан в составе византийского войска защищал Салоники от османов, и после поражения был ослеплён. Его сын, также Орхан, с детства жил при константинопольском дворе в качестве заложника. 
Номинально в его владении числились земли у нижней Струмы, и османский султан Мурад II, фактически правивший на этих землях, должен был ежегодно присылать византийскому императору 3000 асперов на содержание Орхана. 
В 1440-х годах единственным претендентом на османский титул кроме сына Мурада II Мехмеда остался Орхан. Когда в 1451 году Мурад умер и его сын взошёл на трон под именем Мехмед II, Константин XI Палеолог послал к тому послов с напоминанием о необходимости уплаты долга на содержание Орхана; Константин также подчёркивал, что Орхан является претендентом на титул. Мехмед использовал это оскорбительное послание как повод для нападения на Константинополь. К апрелю 1453 года он привёл свои войска к городу и начал осаду.
Орхан добровольно участвовал в обороне Константинополя, заняв со своими единоверцами участок стен, выходящих на Мраморное море у гавани Элефтерия. Орхан и его воины упорно сражались: эта часть укреплений пала уже после того, как турки ворвались в город на других участках обороны. Орхан попытался спастись, переодевшись в греческого монаха, но был схвачен и обезглавлен.